# Auch fummeln will gelernt sein
Auch fummeln will gelernt sein ist ein deutscher Sexfilm von Kurt Nachmann unter dem Pseudonym „Fred Wagner“. Christine Schuberth wiederholte hier ihre Rolle als Josefine Mutzenbacher, die sie bereits in zwei vorangegangenen Filmen verkörpert hatte.

## Handlung
In der „guten, alten“ Zeit in Österreich-Ungarn: K.u.k.-Leutnant Ferdinand Hutter hat den Ruf, über einen außerordentlichen Sexualtrieb zu verfügen und wird dementsprechend von seinem Regiment verehrt. Angeblich soll keine einzige Dame ihm, dem „Frauenheld“, widerstehen können. Dieser Ruf fußt auf dem Vermächtnis seines Vaters, der eine beachtliche Sammlung an pornografischen Bildern und den erotischen Roman „Josefine Mutzenbacher“ sein eigen nannte. Hutters Kameraden glauben fest daran, dass ein Mann mit solch familiären Hintergrund unbedingt ein großartiger Liebhaber sein müsse. Doch die Wirklichkeit ist eine vollkommen andere, denn als Kind musste Klein-Ferdinand mit ansehen, wie sich seine Tante und seine Mutter den Mutzenbacher-Roman gegenseitig vorlasen und daraufhin lesbischen Spielchen hingaben. Seine strenge Hauslehrerin erwischte damals den kleinen Voyeur, während er in der Pornosammlung seines Vaters herumstöberte, und versohlte ihm den Hintern. Als sich sein Vater erschoss und seine Mutter einen anderen Mann heiratete, musste er bei seiner Tante, die auch nicht ohne war, leben.
Die alles hat dazu geführt, dass er heute keinerlei Bedürfnis mehr spürt, es mit dem anderen Geschlecht selbst einmal zu versuchen, und er somit sexuell abstinent geworden ist. Da er demnächst die ebenso reiche wie attraktive Baronin Beate zu heiraten gedenkt, die aufgrund der Gerüchte bezüglich seiner angeblichen Manneskraft eine außergewöhnliche Lendenleistung erwartet, steckt Ferdinand in der Bredouille. Er weiß sich zunächst keinen Rat mehr und muss sich entscheiden: die Kugel oder Nachhilfestunden bezüglich der verhassten Erotik zu nehmen. Am Abend seines Junggesellenabschieds soll er im Puff in Sachen Sex eine generelle Einweisung erhalten, und zwar von der Meisterin höchstpersönlich: Josefine Mutzenbacher, deren Ruf als Liebesmeisterin unübertroffen ist. Die wirft sich ordentlich ins Zeug und klärt Hutter erst einmal über die grundsätzliche Beschaffenheit der Frau auf, doch als sie nicht so recht weiterkommt, erweist sich eine ganz andere Dame als Generalschlüssel zu Hutters verschüttet geglaubter Libido.

## Produktionsnotizen
Auch fummeln will gelernt sein entstand Mitte 1972 und wurde am 14. Dezember 1972 uraufgeführt.
Gesamtleiter Walter Traut übernahm auch die Herstellungsleitung, Heinz Pollak die Produktionsleitung. Leo Metzenbauer gestaltete die Filmbauten, Lilo Nöbauer die Kostüme.

## Kritik
Im katholischen Lexikon des internationalen Films heißt es knapp: „Dümmlicher Sexfilm mit Altherrenwitzchen.“